# Stazione di Higashi-Kanagawa
La Stazione di Higashi-Kanagawa (東神奈川駅?, Higashi-Kanagawa-eki) è una stazione ferroviaria della città giapponese di Yokohama, nella prefettura di Kanagawa. Si trova nel quartiere di Kanagawa-ku ed è servita dalla linea Keihin-Tōhoku della JR East.

## Linee
- East Japan Railway Company
- ■ Linea Keihin-Tōhoku
- ■ Linea Yokohama

## Struttura
La stazione di Higashi-Kanagawa è realizzata in superficie, con due marciapiedi a isola centrali serventi quattro binari
| 1 | ■ Linea Keihin-Tōhoku |  | per Yokohama, Isogo e Ōfuna                  |
| 2 | ■ Linea Keihin-Tōhoku |  | per Yokohama, Isogo e Ōfuna                  |
| 2 | ■ Linea Yokohama      |  | per Shin-Yokohama, Machida e Hachiōji        |
| 3 | ■ Linea Yokohama      |  | per Shin-Yokohama, Machida e Hachiōji        |
| 4 | ■ Linea Keihin-Tōhoku |  | per Kawasaki, Shinagawa, Tokyo, Ueno e Ōmiya |

## Stazioni adiacenti
| «                   | Servizio            | »                   |
| Linea Keihin-Tōhoku | Linea Keihin-Tōhoku | Linea Keihin-Tōhoku |
| ------------------- | ------------------- | ------------------- |
| Shin-Koyasu         | Locale              | Yokohama            |
| Shin-Koyasu         | Rapido              | Yokohama            |
| Linea Yokohama      |                     |                     |
| Yokohama            | Locale              | Ōguchi              |
| Yokohama            | Rapido              | Kikuna              |